# Bubopsis tancrei
Bubopsis tancrei is een insect uit de familie van de vlinderhaften (Ascalaphidae), die tot de orde netvleugeligen (Neuroptera) behoort. 
Bubopsis tancrei is voor het eerst wetenschappelijk beschreven door Van der Weele in 1909.